# Saint-Julien-de-Peyrolas
Saint-Julien-de-Peyrolas è un comune francese di 1 326 abitanti situato nel dipartimento del Gard, nella regione dell'Occitania.

## Società

### Evoluzione demografica
Abitanti censiti